# Presa de Chungju
La presa de Chungju es una presa de gravedad en el río Namhan, a 6 km al noreste de Chungju en la provincia de Chungcheong del Norte, Corea del Sur. El propósito de la presa es control de inundaciones, suministro de agua y generación de energía hidroeléctrica. La construcción de la presa comenzó en 1978 y se completó en 1985. La presa retiene un embalse de 2 750 000 000 m³ y suministra agua a una central eléctrica de 400 MW. Cada una de las cuatro máquinas de la central eléctrica tiene una potencia máxima de 100 MW.

## Estructura
La estructura de la presa de gravedad está hecha de hormigón con una altura de 97,5 m. La longitud de la corona del muro es de 447 m. El volumen de la estructura es de 902 000 m³.